# Tàrbena
Tàrbena – gmina w Hiszpanii, w prowincji Alicante, we wspólnocie autonomicznej Walencja, o powierzchni 31,67 km². W 2011 roku liczyła 809 mieszkańców.